# Okrzemki
Okrzemki (Bacillariophyceae, Bacillariophyta, Diatomophyceae) – klasa lub gromada jednokomórkowych glonów. Dział fykologii zajmujący się okrzemkami to diatomologia.

## Budowa
Okrzemki są jednokomórkowymi eukariontami o budowie kokalnej, czyli bez wici czy nibynóżek. Komórki są z reguły symetryczne dwubocznie (okrzemki pierzaste) lub promieniście (okrzemki centryczne), choć czasem symetria jest zaburzona. Występują pojedynczo lub kolonijnie.
Ściana komórkowa (zwana skorupką lub pancerzykiem) okrzemek zbudowana jest z pektyn i wysycona jest krzemionką. Ściana komórkowa składa się z dwóch połówek zachodzących na siebie brzegami i tworzących swojego rodzaju puszkę (theca). Górna część (wieczko, epitheca) zachodzi na dolną (denko, hypotheca). Jest mocno urzeźbiona. Blisko ściany znajdują się chloroplasty w różnej liczbie. Zawierają one chlorofile a i c oraz β-karoten i ksantofile. Centralnie w komórce na mostku cytoplazmatycznym znajduje się jądro komórkowe.

A. Zawór
B. Pas obwodowy (ang. girdle) widok
C. Plastyd
D. Opaski na pasek
E. Denko (łac. hypotheca)
1. Guzek centralny
2. Pory (ang. striae), plamy lub kropki na powierzchni, które umożliwiają przedostawanie się substancji odżywczych do komórki i wydalanie odpadów.
3. Areola, sześciokątny lub wielokątny otwór w ścianie komórkowej. Zwykle zamknięty wewnętrznie lub zewnętrznie perforowaną membraną.
4. Szew (ang. raphe), szczelina w zaworach
5. Guzek biegunowy; pogrubienie ściany na końcach dystalnych szwu
6. Pancerzyk_okrzemek, część ściany komórkowej.
7. Pirenoid, ośrodek asymilacja węgla.
8. Membrany plastydowe (4, czerwony wtórny)
9. Błony wewnętrzne
10. Tylakoid, miejsce reakcji fotochemicznej fotosyntezy
11. Oleosom, do magazynowania tłuszczów, zwykle triacylogliceroli.
12. Mitochondrium
13. Wakuole
14. Pasmo cytoplazmatyczne; utrzymuje jądro
15. Mostek protoplazmatyczny
16. (ang. Epivalve)
17. Jądro komórkowe
18. Siateczka śródplazmatyczna
19. Aparat Golgiego
20. (ang. Epicingulum)
21. (ang. Hypocingulum)
22. (ang. Hypovalve
23. Centrum mikrotubul

## Biologia
Są fotoautotrofami. Produktem fotosyntezy są tłuszcze oraz polisacharydy (chryzolaminaryna). 
Żyją w środowisku wodnym (także na śniegu). Ich liczne gatunki występują na całej kuli ziemskiej. Niektóre z nich swobodnie unoszą się w wodzie, inne są przyklejone do np. kamieni śluzowatą substancją. Żyją pojedynczo lub tworzą kolonie.
Zwykle rozmnażają się przez podział komórki. Części skorupki zachowane przez komórki potomne stają się wieczkami, tzn. dobudowywana jest część mniejsza. Prowadzi to do zmniejszania się kolejnych pokoleń. Po osiągnięciu rozmiaru granicznego następuje pokolenie nieopancerzone (auksospora). Pokolenie to zdolne jest do wzrostu i syngamii. Są diplontami (z wyjątkiem gamet). Czasem tworzą spory przetrwalnikowe. 
Procesy płciowe są indukowane obecnością jonów amonowych. U niektórych gatunków ich nie zaobserwowano.
Wytwarzają nawet 25% materii organicznej we Wszechoceanie oraz 25% tlenu na Ziemi. Używane są do oceny jakości wód, mają szerokie zastosowanie przemysłowe, np. przy filtrowaniu win i piwa, dodawane są do farb, mają zastosowanie w medycynie kryminalnej. Z osadów zawierających ich szczątki powstaje ziemia okrzemkowa, powszechnie używana jako składnik dynamitu. Często tworzą zakwity (zwłaszcza podczas cyrkulacji wiosennej i jesiennej w stratyfikowanych jeziorach, gdy z osadów uwalniane są duże ilości rozpuszczonej krzemionki lub późnym latem). Potrafią czynić spustoszenie wśród młodego narybku lokując się na skrzelach, a wydzielające się w czasie fotosyntezy pęcherzyki tlenu wynoszą maleńkie ryby na powierzchnię wody, powodując przez to ich śmierć. Ze względu na dobrze zachowujące się w osadach skorupki, mogą służyć jako bioindykatory służące do odtwarzania dawnych warunków środowiska w badaniach paleoekologicznych. Wskaźniki okrzemkowe oparte na występowaniu i obfitości danych gatunków okrzemek są jednym z parametrów służących do wyznaczania klas jakości wód.

## Systematyka
Systematyka okrzemek, podobnie jak i innych glonów, budzi wśród badaczy kontrowersje. Tradycyjnie grupa ta łączona jest z innymi żółto-brązowymi glonami (choć we wczesnych wersjach systemu Englera klasyfikowana była razem ze sprzężnicami), przy czym dokładne pokrewieństwo jest szacowane w różny sposób. W dwudziestowiecznych systemach bywały zaliczane do typu chryzofitów lub Chromophyta. W systemie Cavaliera-Smitha typ Bacillariophyta należy do podkrólestwa Heterokonta w królestwie Chromista, w innych systemach natomiast zaliczane są do królestwa Protista.
W jednym z ostatnich ujęć Cavaliera-Smitha okrzemki mają status klasy Diatomeae (syn. Bacillariophyceae) i razem z siostrzaną klasą Bolidophyceae tworzą nadklasę Khakista, a ta z nadklasą Hypogyrista tworzą infratyp Diatomista. Ponieważ w tym czasie diatomolodzy dzielili okrzemki na kilka klas, niektórzy fykolodzy uznali, że w prostszych systemach taksonomicznych pozbawionych wielu poziomów nie można wyróżniać taksonu Bacillariophyta obejmującego wszystkie okrzemki, ale klasy je obejmujące należy umieścić na tym samym poziomie, co inne klasy Heterokontophyta.  
Tradycyjnie dzieli się je na dwie grupy:
- Centriceae – kształt okrągły lub wieloboczny; liczne, drobne chloroplasty; brak szczeliny w skorupce; oogamia; częstsze w morzach
- Pennateae – kształt wydłużony; kilka dużych chloroplastów; często występuje szczelina w skorupce; izogamia, autogamia; częstsze w wodach słodkich

Dane paleontologiczne i molekularne wskazują, że okrzemki pierzaste wyewoluowały w jurze z centrycznych, przechodząc z symetrii promienistej na dwubiegunową. Część okrzemek centrycznych wykazuje cechy pośrednie, m.in. dwubiegunowość, co sprawia, że łączone są pierzastymi w grupę Bacillariophytina, podczas gdy zachowujące bardziej pierwotne cechy okrzemki centryczne tworzą grupę Coscinodiscophytina. 
Według jednego z dwudziestowiecznych systemów grupy Centriceae i Pennateae miały status rzędu (z końcówką -ales)
- klasa – Bacillariophyceae
  - rząd – Centrales
    - podrząd – Coscinodiscineae
      - rodzina – Coscinodiscaceae
      - rodzina – Arachnoidiscaceae
      - rodzina – Eupodiscaceae

    - podrząd – Rhizosoleniineae
      - rodzina – Rhizosoleniaceae

    - podrząd – Biddulphiineae
      - rodzina – Chaetoceraceae
      - rodzina – Biddulphiaceae
      - rodzina – Anaulaceae

  - rząd – Pennales
    - podrząd – Araphidineae
      - rodzina – Fragilariaceae

    - podrząd – Raphidioidineae
      - rodzina – Eunotiaceae

    - podrząd – Monoraphidineae
      - rodzina – Achnanthaceae

    - podrząd – Biraphidineae
      - rodzina – Naviculaceae
      - rodzina – Epithemiaceae
      - rodzina – Nitzschiaceae
      - rodzina – Surirellaceae

W nowszych systemach dzielone są na następujące grupy:
AlgaeBase (oparty na systemie Cavaliera-Smitha) w 2010
gromada (typ) – Bacillariophyta  (niewyróżniana w późniejszych wersjach)
- - klasa – Bacillariophyceae
  - klasa – Coscinodiscophyceae
  - klasa – Fragilariophyceae (niewyróżniana w późniejszych wersjach)
  - klasa – Mediophyceae

System sześciu supergrup jądrowców
- klad – Bacillariophyta
  - klad – Coscinodiscophytina (zakres nieco zbliżony do Centrales)
    - klad – Paralids
    - klad – Melosirids
    - klad – Coscinodiscids
    - klad – Arachnoidiscids
    - klad – Rhizosolenids
    - klad – Corethrids

  - klad – Bacillariophytina (zakres nieco zbliżony do Pennales)
    - klad – Mediophyceae
    - klad – Bacillariophyceae